# We Were Here
We Were Here är ett album av Joshua Radin, utgivet 2006.

## Låtlista
Alla låtar är skrivna av Joshua Radin, förutom "Only You" som är skriven av Vince Clarke.
| Nr  | Titel                                                             | Längd |
| --- | ----------------------------------------------------------------- | ----- |
| 1.  | Sundrenched World                                                 | 4:30  |
| 2.  | Star Mile                                                         | 3:59  |
| 3.  | Everything'll Be Alright (Will's Lullaby)                         | 2:43  |
| 4.  | These Photographs                                                 | 3:24  |
| 5.  | Closer                                                            | 2:45  |
| 6.  | Today                                                             | 3:29  |
| 7.  | Winter                                                            | 3:34  |
| 8.  | Someone Else's Life                                               | 3:33  |
| 9.  | Amy's Song                                                        | 3:42  |
| 10. | What If You                                                       | 4:36  |
| 11. | Only You                                                          | 2:26  |
| 12. | Only You (Imogen Heap mix) (bonuslåt på 2007 års digitala utgåva) | 2:37  |